# Касрисцкали
Касрисцка́ли (груз. კასრისწყალი) — село в Грузии. Управляется Ахметским муниципалитетом края Кахетия, хотя находится на территории Дедоплисцкаройского муниципалитета того же края.
Высота над уровнем моря составляет 500 метров. Население — 214 человека (2014). Расстояние до районного центра составляет 150 км.
До 1966 года село носило название Элда́ри. В 1980-х годах село Касрисцкали являлось административным центром и единственным населённым пунктом Касрисцкальского сельсовета Ахметского района.